# مارسلو جیل فرناندو
مارسلو جیل فرناندو (به پرتغالی: Marcelo Gil Fernando) مهاجم اهل برزیل است که در شهر اوزاسکو و در تاریخ ۲۸ مارس ۱۹۹۰ به دنیا آمده‌است.
مارسلو جیل فرناندو در تیم‌های فوتبال کورینتیانس سابقهٔ حضور دارد.